# MatrixSSL
Vous pouvez aider à l'améliorer ou bien discuter des problèmes sur sa page de discussion.
- Il contient une ou plusieurs listes. Le texte gagnerait à être rédigé sous la forme d’un ou plusieurs paragraphes synthétiques, afin d’être plus agréable à lire. (Marqué depuis février 2021)
- Son texte doit être wikifié : il ne correspond pas à la mise en forme Wikipédia (style, typographie, liens internes, liens entre les wikis, etc.). (Marqué depuis février 2021)
- La traduction doit être revue. Le contenu est difficilement compréhensible à cause d’erreurs de traduction, peut-être dues à l’utilisation d’un logiciel de traduction automatique. (Marqué depuis février 2021)

 (février 2021).
MatrixSSL est une implémentation TLS / SSL open-source conçue pour les applications personnalisées dans les environnements matériels embarqués,, .
La bibliothèque MatrixSSL contient un module logiciel cryptographique complet qui inclut des algorithmes de clé publique et de clé symétrique standard. Il s'appelle désormais le Toolkit Inside Secure TLS.

## Fonctionnalités
Fonctionnalités :
- Versions de protocole
  - SSL 3.0
  - TLS 1.0
  - TLS 1.1
  - TLS 1.2
  - TLS 1.3
  - DTLS 1.0
  - DTLS 1.2
- Algorithmes de clé publique
  - RSA
  - Cryptographie à courbe elliptique
  - Diffie – Hellman
- Algorithmes clés symétriques
  - AES
  - AES-GCM
  - Triple DES
  - ChaCha
  - ARC4
  - LA GRAINE
- Suites de chiffrement prises en charge
  - TLS_AES_128_GCM_SHA256 (TLS 1.3)
  - TLS_AES_256_GCM_SHA384 (TLS 1.3)
  - TLS_CHACHA20_POLY1305_SHA256 (TLS 1.3)
  - TLS_DHE_RSA_WITH_AES_128_CBC_SHA
  - TLS_DHE_RSA_WITH_AES_256_CBC_SHA
  - TLS_DHE_RSA_WITH_AES_128_CBC_SHA256
  - TLS_DHE_RSA_WITH_AES_256_CBC_SHA256
  - SSL_DHE_RSA_WITH_3DES_EDE_CBC_SHA
  - TLS_RSA_WITH_SEED_CBC_SHA
  - TLS_DHE_PSK_WITH_AES_128_CBC_SHA
  - TLS_DHE_PSK_WITH_AES_256_CBC_SHA
  - TLS_PSK_WITH_AES_128_CBC_SHA
  - TLS_PSK_WITH_AES_256_CBC_SHA
  - TLS_ECDHE_ECDSA_WITH_AES_128_CBC_SHA
  - TLS_ECDHE_ECDSA_WITH_AES_256_CBC_SHA
  - TLS_ECDHE_ECDSA_WITH_AES_128_GCM_SHA256
  - TLS_ECDHE_ECDSA_WITH_AES_256_GCM_SHA384
  - TLS_ECDHE_RSA_WITH_AES_128_CBC_SHA
  - TLS_ECDHE_RSA_WITH_AES_256_CBC_SHA
  - TLS_ECDHE_RSA_WITH_AES_128_CBC_SHA256
  - TLS_ECDHE_RSA_WITH_AES_256_CBC_SHA256
  - TLS_ECDHE_RSA_WITH_AES_128_GCM_SHA256
  - TLS_ECDHE_RSA_WITH_AES_256_GCM_SHA384
  - TLS_ECDH_ECDSA_WITH_AES_128_CBC_SHA
  - TLS_ECDH_ECDSA_WITH_AES_256_CBC_SHA
  - TLS_ECDH_RSA_WITH_AES_128_CBC_SHA
  - TLS_ECDH_RSA_WITH_AES_256_CBC_SHA
  - TLS_ECDH_ECDSA_WITH_AES_128_CBC_SHA256
  - TLS_ECDHE_ECDSA_WITH_AES_128_CBC_SHA256
  - TLS_RSA_WITH_AES_128_CBC_SHA
  - TLS_RSA_WITH_AES_256_CBC_SHA
  - TLS_RSA_WITH_AES_128_CBC_SHA256
  - TLS_RSA_WITH_AES_256_CBC_SHA256
  - TLS_RSA_WITH_AES_128_GCM_SHA256
  - TLS_RSA_WITH_AES_256_GCM_SHA384
  - SSL_RSA_WITH_3DES_EDE_CBC_SHA
  - SSL_RSA_WITH_RC4_128_SHA
  - SSL_RSA_WITH_RC4_128_MD5
  - TLS_DH_anon_WITH_AES_128_CBC_SHA
  - TLS_DH_anon_WITH_AES_256_CBC_SHA
  - SSL_DH_anon_WITH_3DES_EDE_CBC_SHA
  - SSL_DH_anon_WITH_RC4_128_MD5
- Authentification du client
- Renégociation sécurisée
- Reprise de session standard
- Reprise de session sans état
- Transport indépendant
- Analyse des clés PKCS # 1 et PKCS # 8
- Faux départ
- Extension de longueur maximale des fragments
- Interface de chiffrement PKCS # 11 en option

## Versions majeures
| Version | Date           |
| ------- | -------------- |
| 4.0.0   | Septembre 2018 |
| 3.9.0   | Mars 2017      |
| 3.8.3   | Avril 2016     |
| 3.7.1   | Décembre 2014  |
| 3,6     | Avril 2014     |
| 3.4     | Janvier 2013   |
| 3,3     | Février 2012   |
| 3.2     | Juin 2011      |
| 3.1     | Mars 2010      |
| 3.0     | Août 2009      |
| 2.2     | Janvier 2008   |
| 2,1     | Novembre 2005  |
| 1,7     | Avril 2005     |
| 1.1     | Mai 2004       |
| 1.0     | Janvier 2004   |

## Voir également
- Comparaison des implémentations TLS
- GnuTLS
- wolfSSL